# 烏托邦世界巡城演唱會
烏托邦世界巡城演唱會，是臺灣女歌手張惠妹的第七次大型個人巡迴演唱會。並於2016年12月16日進入升級版《aMEI 烏托邦2.0慶典世界巡迴演唱會》演唱會階段。

## 背景
此次巡演是張惠妹與阿密特首度同台演出，歌迷不僅能欣賞阿妹演唱新專輯「偏執面」精彩曲目，也可看到阿密特睽違4年正式演唱會演出，用前所未有的上下半場方式呈現。這次「烏托邦」以女王「世界巡城」概念，從台北起跑走遍全球，張惠妹號召12萬名歌迷一起High，並堅持不讓歌迷困擾，台灣就這10場演唱會，絕不加場。
演唱會命名為「烏托邦」，靈感來自新專輯最後一首歌「前進烏托邦」，是張惠妹心中最High的演唱會安可曲目，且「烏托邦」意指理想國度，希望透過她的音樂讓歌迷忘掉煩惱，就像進入音樂理想國。

## 發展
此次演唱會在台北小巨蛋連開十場，創下華語歌手演唱會連開場次最高紀錄，10場小巨蛋的成本飆破2億元台幣(頂級專業環繞音響K2及專屬麥克風（1200萬）、特殊燈光設計（2500萬）、炫目視覺動畫特效及真人影片（3600萬）、以女王頭及A字型為設計概念的華麗舞台（1400萬）)，創下華語樂壇之最，同時「烏托邦世界巡城演唱會」打造8大創舉：第一，營造a MEI的女王氣勢，舞台上放置了兩座巨型女王頭，以數千根鋼管堆砌而成，重達4噸，造價800萬，堪稱最具女王霸氣的演唱會裝置藝術！第二，觀眾席上方有1200條LED燈管打造的冰柱，堆疊起來達8座台北101的高度；第三，小巨蛋上方乘載機關設備的馬達通常只有120顆，「烏托邦世界巡城演唱會」卻創下史無前例的256顆！第四，演唱會1樓觀眾席出現30乘60公尺的巨型彩虹旗，是台灣史上最大面的彩虹旗；第五，80顆世界首用編程設計白色電腦燈，打造頂級迷人萬象；第六，歌迷暱稱「香香公主」的a MEI特別與法國香氛公司合作，由她親自調配並製成的1000多瓶玫瑰香氛由法國空運來台，透過現場70台香氛機打造烏托邦獨有香氣；第七，全場280支雷射光束，給觀眾超HIGH的視覺享受；第八，獨家限定製作12萬個半罩式紅色面具，贈送給10場演唱會的觀眾，台下一整片紅海的奇幻景象，是台灣演唱會史上頭一遭。

## 商業表現
2014年12月28日，開始販售2015年4月起在台北小巨蛋舉辦「烏托邦世界巡城演唱會」門票，不僅連開10場演出刷新個人和華語歌手紀錄，12萬張門票於12分鐘售畢，締造了華語樂壇個人歌手售票演唱會售票紀錄。亦開創亞洲歌手引進義大利客製化晶片卡門票的先例，每張「烏托邦公民證」皆義大利訂製、印上持有者姓名，且每場顏色皆不同，成本1.5歐元（約新台幣59.4元），以10場約12萬張計算，門票訂製成本約耗費新台幣713萬元，售票系統為此花1,200萬購置入場感應門，又花400萬元至美國亞馬遜租用超強大伺服器防網路售票塞車，光是售票前置作業共花2,320萬，創下華語樂壇演唱會之最。10場小巨蛋票房3億，加上大陸22場，今年「巡城」票房上看27億。分別在2015、2016年中國演唱會票房第4名（女歌手第一名）。
另外，在台北小巨蛋展開10場「烏托邦」演唱會，烏托邦的世界裡不該有歧視，向來支持同志的她主動提議延續上次的彩虹旗義賣活動，再設計一款彩虹扇，但考量歌迷的瘋狂程度，扇子逐漸做成堅固的盾牌，最後以「彩虹應援牌」獲天后通過，每支100元，限量1萬2000支，義賣所得要捐給「台灣伴侶權益推動聯盟」。

## 巡演場次
| 場次 | 日期           | 國家／地區       | 城市                                       | 場館                           | 備註                                                                      |
| ---- | -------------- | ---------------- | ------------------------------------------ | ------------------------------ | ------------------------------------------------------------------------- |
| 1    | 2015年4月4日   | 臺灣             | 台北市                                     | 台北小巨蛋                     | 首位在此場地連開10場大型售票演唱會刷新個人和華語歌手紀錄                  |
| 2    | 2015年4月5日   | 臺灣             | 台北市                                     | 台北小巨蛋                     | [ 12 ]                                                                    |
| 3    | 2015年4月6日   | 臺灣             | 台北市                                     | 台北小巨蛋                     | [ 13 ]                                                                    |
| 4    | 2015年4月8日   | 臺灣             | 台北市                                     | 台北小巨蛋                     | [ 14 ]                                                                    |
| 5    | 2015年4月9日   | 臺灣             | 台北市                                     | 台北小巨蛋                     | [ 15 ]                                                                    |
| 6    | 2015年4月10日  | 臺灣             | 台北市                                     | 台北小巨蛋                     | [ 16 ]                                                                    |
| 7    | 2015年4月11日  | 臺灣             | 台北市                                     | 台北小巨蛋                     | [ 17 ]                                                                    |
| 8    | 2015年4月13日  | 臺灣             | 台北市                                     | 台北小巨蛋                     | [ 18 ]                                                                    |
| 9    | 2015年4月14日  | 臺灣             | 台北市                                     | 台北小巨蛋                     | [ 19 ]                                                                    |
| 10   | 2015年4月15日  | 臺灣             | 台北市                                     | 台北小巨蛋                     | [ 20 ]                                                                    |
| 11   | 2015年5月2日   | 中国大陆         | 上海市                                     | 上海體育場                     | 五度在此場地開個人大型售票演唱會的華語女歌手                              |
| 12   | 2015年5月9日   | 中国大陆         | 四川省成都市                               | 成都市體育中心體育場           | 三度在此場地開個人大型售票演唱會的台灣女歌手                              |
| 13   | 2015年5月16日  | 中国大陆         | 福建省福州市                               | 福建省體育中心體育場           | 二度在此場地開個人大型售票演唱會的華語女歌手                              |
| 14   | 2015年5月23日  | 中国大陆         | 重慶市                                     | 重慶市奧林匹克體育中心體育場   | 三度在此場地開個人大型售票演唱會的華語女歌手                              |
| 15   | 2015年5月30日  | 中国大陆         | 陝西省西安市                               | 陝西省體育場                   | 三度在此場地開個人大型售票演唱會的華語女歌手                              |
| 16   | 2015年6月6日   | 中国大陆         | 四川省綿陽市                               | 綿陽新會展中心                 | 首位在此場地開個人大型售票演唱會的華語女歌手                              |
| 17   | 2015年6月13日  | 中国大陆         | 天津市                                     | 天津奧林匹克體育中心體育場     | 三度在此場地開個人大型售票演唱會的華語女歌手                              |
| 18   | 2015年6月20日  | 中国大陆         | 山東省濟南市                               | 山東省體育中心體育場           | 首位在此場地開個人大型售票演唱會的華語女歌手                              |
| 19   | 2015年7月4日   | 中国大陆         | 遼寧省瀋陽市                               | 瀋陽奧林匹克體育中心體育場     | 首位在此場地開個人大型售票演唱會的台灣女歌手                              |
| 20   | 2015年7月11日  | 中国大陆         | 山西省太原市                               | 山西省體育中心紅燈籠體育場     | 首位在此場地開個人大型售票演唱會的華語女歌手                              |
| 21   | 2015年7月18日  | 中国大陆         | 黑龍江省哈爾濱市                           | 哈爾濱國際會展中心體育場       | 二度在此場地開個人大型售票演唱會的華語女歌手                              |
| 22   | 2015年9月12日  | 中国大陆         | 河南省鄭州市                               | 河南省體育中心體育場           | 二度在此場地開個人大型售票演唱會的華語女歌手                              |
| 23   | 2015年9月19日  | 中国大陆         | 江蘇省南京市                               | 五台山體育場                   | 三度在此場地開個人大型售票演唱會的華語女歌手                              |
| 24   | 2015年9月30日  | 中国大陆         | 遼寧省大連市                               | 大連體育中心體育場             | 首位在此場地開個人大型售票演唱會的台灣女歌手                              |
| 25   | 2015年10月11日 | 中国大陆         | 北京市                                     | 北京工人體育場                 | 三度在此場地開個人大型售票演唱會的華語女歌手                              |
| 26   | 2015年10月24日 | 中国大陆         | 江西省南昌市                               | 南昌國際體育中心體育場         | 首位在此場地開個人大型售票演唱會的華語女歌手                              |
| 27   | 2015年11月7日  | 中国大陆         | 貴州省貴陽市                               | 貴陽市奧林匹克體育中心體育場   | 首位在此場地開個人大型售票演唱會的台灣女歌手                              |
| 28   | 2015年11月14日 | 中国大陆         | 廣西壯族自治區南寧市                       | 廣西體育中心體育場             | 首位在此場地開個人大型售票演唱會的台灣女歌手                              |
| 29   | 2015年11月21日 | 中国大陆         | 福建省廈門市                               | 廈門體育中心體育場             | 二度在此場地開個人大型售票演唱會的華語女歌手                              |
| 30   | 2015年11月28日 | 中国大陆         | 廣東省深圳市                               | 深圳灣體育中心“春繭”體育場     | 首位在此場地開個人大型售票演唱會的台灣女歌手                              |
| 31   | 2015年12月12日 | 中国大陆         | 安徽省合肥市                               | 合肥奧林匹克體育中心體育場     | 二度在此場地開個人大型售票演唱會的華語女歌手                              |
| 32   | 2015年12月19日 | 中国大陆         | 廣東省廣州市                               | 天河體育場                     | 五度在此場地開個人大型售票演唱會的華語女歌手                              |
| 33   | 2016年1月9日   | 新加坡           | 新加坡                                     | 新加坡國家體育場               | 二度在此場地開個人大型售票演唱會的華語女歌手                              |
| 34   | 2016年1月16日  | 香港             | 香港特別行政區                             | 紅磡體育館                     | [ 44 ]                                                                    |
| 35   | 2016年1月17日  | 香港             | 香港特別行政區                             | 紅磡體育館                     | [ 45 ]                                                                    |
| 36   | 2016年1月24日  | 日本             | 東京都                                     | Zepp Tokyo                     | [ 46 ]                                                                    |
| 37   | 2016年4月3日   | 新西兰           | 奧克蘭                                     | Trusts體育館                   | [ 47 ]                                                                    |
| 38   | 2016年4月8日   |                  | 新南威爾士州雪梨                           | 庫多斯銀行體育館               | [ 48 ]                                                                    |
| 39   | 2016年4月10日  | 維多利亞州墨爾本 | Melbourne Convention and Exhibition Centre | [ 49 ]                         |                                                                           |
| 40   | 2016年4月16日  | 泰國             | 曼谷                                       | 暹罗百丽宫Royal Paragon Hall   | 首位在此場地開售票演唱會的華人歌手                                        |
| 41   | 2016年4月30日  | 马来西亚         | 吉隆坡聯邦直轄區                           | 默迪卡體育場                   | 四度在此場地開個人大型售票演唱會的華語女歌手                              |
| 42   | 2016年5月7日   | 中国大陆         | 江蘇省常州市                               | 常州奧林匹克體育中心新城體育場 | 二度在此場地開個人大型售票演唱會的華語女歌手                              |
| 43   | 2016年5月28日  | 中国大陆         | 湖南省長沙市                               | 賀龍體育場                     | 二度在此場地開個人大型售票演唱會的華語女歌手                              |
| 44   | 2016年6月11日  | 澳門             | 澳門特別行政區                             | 金光綜藝館                     | [ 54 ]                                                                    |
| 45   | 2016年6月18日  | 中国大陆         | 江蘇省徐州市                               | 徐州奧體中心體育場             | 首位在此場地開個人大型售票演唱會的華語女歌手                              |
| 46   | 2016年7月9日   | 中国大陆         | 內蒙古自治區包頭市                         | 包頭奧林匹克體育中心體育場     | 首位在此場地開個人大型售票演唱會的華語女歌手                              |
| 47   | 2016年8月27日  | 中国大陆         | 廣西壯族自治區柳州市                       | 柳州體育中心體育場             | 二度在此場地開個人大型售票演唱會的華語女歌手                              |
| 48   | 2016年9月3日   | 中国大陆         | 雲南省昆明市                               | 新亞洲體育城星耀體育場         | 首位在此場地開個人大型售票演唱會的華語女歌手                              |
| 49   | 2016年9月18日  | 中国大陆         | 福建省泉州市                               | 泉州海峽體育中心體育場         | 首位在此場地開個人大型售票演唱會的華語女歌手；原訂於9月16日舉行因颱風延期 |
| 50   | 2016年10月15日 | 中国大陆         | 陝西省西安市                               | 陝西省體育場                   | 加演場；四度在此場地開個人大型售票演唱會的華語女歌手                      |
| 51   | 2016年11月19日 | 中国大陆         | 浙江省杭州市                               | 黃龍體育中心體育場             | 三度在此場地開個人大型售票演唱會的華語女歌手                              |
| 52   | 2016年11月23日 | 美国             | 康乃狄克州                                 | Mohegan Sun Arena              | 01:00                                                                     |
| 53   | 2016年11月24日 | 美国             | 康乃狄克州                                 | Mohegan Sun Arena              | 14:00                                                                     |
| 54   | 2016年11月26日 | 美国             | 加利福尼亞州洛杉磯                         | Pechanga Resort and Casino     | 感恩節特別場                                                              |
| 55   | 2016年11月29日 | 加拿大           | 哥倫比亞省溫哥華                           | 道格·米歇爾雷鳥體育館          | [ 63 ]                                                                    |

## 曲目列表

### 2015年
- Act 1 阿密特風暴

1. Opening: 戰之祭
2. 怪胎秀
3. 開門見山
4. 黑吃黑
5. 你想幹什麼
6. 不要亂說
7. 牙買加的檳榔
8. 血腥愛情故事
9. 母系社會
10. 掉了
11. 偏執面

- Act 2 移動世界

1. 跳進來
2. 你在看我嗎+火+A級娛樂
3. 薇多莉亞的秘密
4. 你是愛我的
5. 我無所謂／我可以抱你嗎
6. 記得
7. 這樣你還要愛我嗎
8. 三月
9. 無悔／我要快樂
10. 人質

- Act 3 頂尖萬象

1. 發燒
2. 永遠的快樂
3. 好膽你就來
4. 哭泣與耳語
5. 彩虹
6. 我最親愛的

- Act 4 妹力烏托邦

1. Booty Call
2. 渴了
3. 感應+一夜情+So Good
4. 飛高高／Bad Boy
5. 三天三夜
6. 狠角色+Yes Or No
7. 前進烏托邦
8. Outro: 原來你什麼都不要

### 2016年 澳門場之後
- Act 1 阿密特風暴

1. Opening: 戰之祭
2. 怪胎秀
3. 開門見山
4. 黑吃黑
5. 你想幹什麼
6. 牙買加的檳榔
7. 血腥愛情故事
8. 掉了

- Act 2 移動世界

1. 跳進來
2. 你在看我嗎+火+A級娛樂
3. 薇多莉亞的秘密
4. 我可以抱你嗎
5. 聽海
6. 記得
7. 我要快樂
8. 人質

- Act 3 頂尖萬象

1. 發燒
2. 永遠的快樂
3. 好膽你就來
4. 彩虹
5. 我最親愛的

- Act 4 妹力烏托邦

1. Booty Call
2. 渴了
3. Bad Boy
4. 三天三夜
5. 前進烏托邦
6. Outro: 原來你什麼都不要

## 嘉賓
| 日期           | 國家／地區 | 城市 | 嘉賓   | 表演歌曲                             |
| -------------- | ---------- | ---- | ------ | ------------------------------------ |
| 2015年4月8日   | 臺灣       | 台北 | 陳奕迅 | 《最愛的人傷我最深》、《浮誇》       |
| 2015年4月14日  | 臺灣       | 台北 | 蔡依林 | 《我知道你很難過＋原來你什麼都不要》 |
| 2015年4月15日  | 臺灣       | 台北 | 孫燕姿 | 《勇敢+我懷念的》                    |
| 2015年10月11日 | 中国大陆   | 北京 | 張惠春 | 《薇多莉亞的秘密》                   |
| 2016年1月17日  | 香港       | 香港 | 蕭敬騰 | 《一眼瞬間》、《聽海》               |
| 2016年4月16日  | 泰國       | 曼谷 | 黃景瑜 | 《我只在乎你》、《我要快樂》         |